# ها تین
ها تین (به لاتین: Hà Tĩnh) یک شهر در ویتنام است که در استان ها تین واقع شده‌است و جمعیت آن ۱۱۷٫۵۴۶ نفر می‌باشد.